# Kazuhisa Irii
Kazuhisa Irii (入井 和久 Irii Kazuhisa?,  nacido el 18 de octubre de 1970 en Ibaraki) es un exfutbolista japonés que se desempeñaba como defensa.

## Trayectoria

### Clubes
| Club            | País  | Año         |
| --------------- | ----- | ----------- |
| Honda           | Japón | 1989 - 1992 |
| Kashima Antlers | Japón | 1992 - 1994 |
| Kashiwa Reysol  | Japón | 1995        |
| Brummell Sendai | Japón | 1996 - 1997 |